# Niko Peleshi
Niko Aleks Peleshi (Korçë, 11 november 1970) is een Albanees politicus van de Socialistische Partij van Albanië. Per 4 januari 2021 trad Peleshi in functie als minister van Defensie.